# City of Hobart
City of Hobart is een Local Government Area (LGA) in Australië in de staat Tasmanië. City of Hobart telt 49.720 inwoners. De hoofdplaats is Hobart.

## Zustersteden
- Yaizu,  Japan[3]
- L'Aquila,  Italië[3]